# Karipur

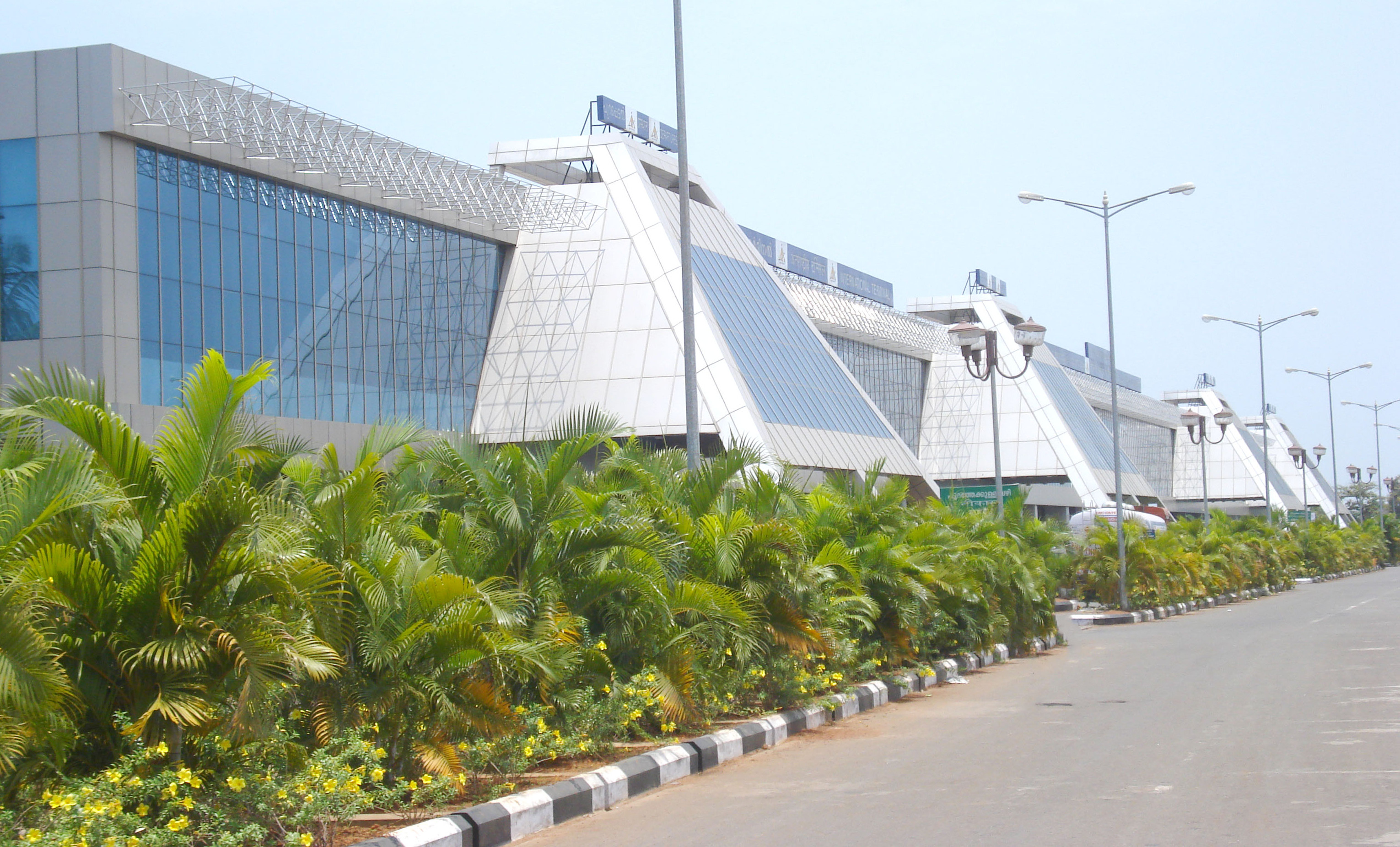
Sân bay Quốc tế Calicut

Karipur (hay còn được biết đến với tên Karippur) thuộc Kondotty taluk, quận Malappuram của Kerala, phía nam Ấn Độ, cách thành phố Malappuram 25 km (16 dặm). Karipur được biết đến nhiều nhất nhờ Sân bay quốc tế Calicut, phục vụ hành khách ở vùng phía bắc Kerala. Ngoài ra, đây là một ngôi làng nhỏ sau làng Pallikkal.

## Văn hóa
Làng Karippur là một khu vực đông dân cư Hồi giáo. Số lượng người Hindu ở nơi đây không nhiều. Vì vậy, văn hóa của địa phương chủ yếu dựa trên truyền thống Hồi giáo. Duff Muttu, Kolkali và Aravanamuttu là nghệ thuật dân gian phổ biến của địa phương này. Có rất nhiều thư viện gắn liền với nhà thờ Hồi giáo, cung cấp nguồn tài liệu nghiên cứu phong phú về Hồi giáo. Một số sách được viết bằng tiếng Ả Rập-Malayalam, là một phiên bản của ngôn ngữ Malayalam được viết bằng chữ tiếng Ả Rập. Buổi tối, mọi người tụ họp trong nhà thờ Hồi giáo để cầu nguyện, sau đó thảo luận về các vấn đề văn hóa và xã hội. Các vấn đề kinh doanh và gia đình cũng được bàn luận trong cuộc gặp gỡ buổi tối. Người thiểu số Hindu ở khu vực này lưu giữ truyền thống phong phú của họ bằng cách tổ chức nhiều lễ hội trong ngôi đền của họ. Các nghi lễ Hindu thường xuyên được tổ chức với lòng thành tâm.

## Giao thông
Làng Karippur kết nối với các khu vực khác của Ấn Độ thông qua thị trấn Kondotty ở phía tây và thị trấn Nilambur ở phía đông. Quốc lộ 66 đi qua Pulikkal, phía bắc nối liền với Goa và Mumbai. Phía nam kết nối với Cochin và Trivandrum. Quốc lộ 28 bắt đầu từ Nilambur, kết nối với Ooty, Mysore và Bangalore qua đường cao tốc 12,29 và 181. Sân bay Quốc tế Calicut nằm trong ngôi làng này. Ga đường sắt chính gần nhất là Feroke.

## Trường học
- Ideal Higher Secondary School, Dharmagiri